# ArcelorMittal Eisenhüttenstadt Transport
Die ArcelorMittal Eisenhüttenstadt Transport GmbH, bis 10. März 2011 EKO Transportgesellschaft mit beschränkter Haftung, kurz AMEH TRANS oder AMEH T, Fahrzeughalterkennzeichnung EKO, ist ein öffentliches Eisenbahnverkehrs- und -infrastrukturunternehmen. Es wurde 1997 gegründet. Als Eisenbahninfrastrukturunternehmen betreibt es den Werkbahnhof Ziltendorf neben der Bahnstrecke Berlin–Guben. Der Bahnhof grenzt an den DB-Bahnhof Ziltendorf und die Abzweigstelle Wiesenau von DB Netz. Außerdem betreibt es die Anschlussbahnen des Industriegebiets Guben Süd, des Hafens Eisenhüttenstadt, des Integrierten Recyclingzentrums Eisenhüttenstadt und der Rüdersdorfer Zement GmbH.